# Kanadai-ősföld

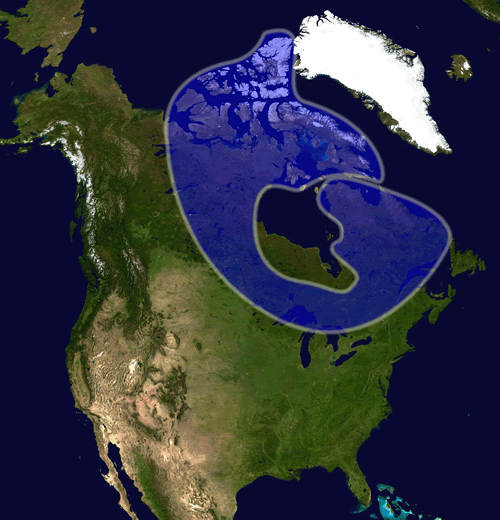
A Kanadai-ősföld kiterjedése

A Kanadai-ősföld (avagy: Laurentiai-ősföld) az észak-amerikai kontinens geológiai magja. A félkontinens északi felére terjed ki és olyan kőzetekből áll, melyek részben több milliárd évesek. Az utolsó jégkorszakok során a Kanadai-ősföldet csaknem teljes egészében jég borította és ennek felszínformáló ereje alakította ki a mai felszínt.

## Elhelyezkedése
A Kanadai-ősföld szűkebb értelemben a Labrador-félszigetre, Észak-Québecre, Észak-Ontarióra, a Hudson-öböl lapályára, az Északnyugati területekre, a Yukon területre és Kanada sarkköri szigetvilágára terjed ki. Tágabb értelemben véve délkeleten a Szent Lőrinc-folyó mélyföldjére és délnyugaton Minnesotáig és Wisconsinig nyúlik. A Kanadai-ősföld összesen 4,8 millió négyzetkilométeren terül el.

## Geológiája

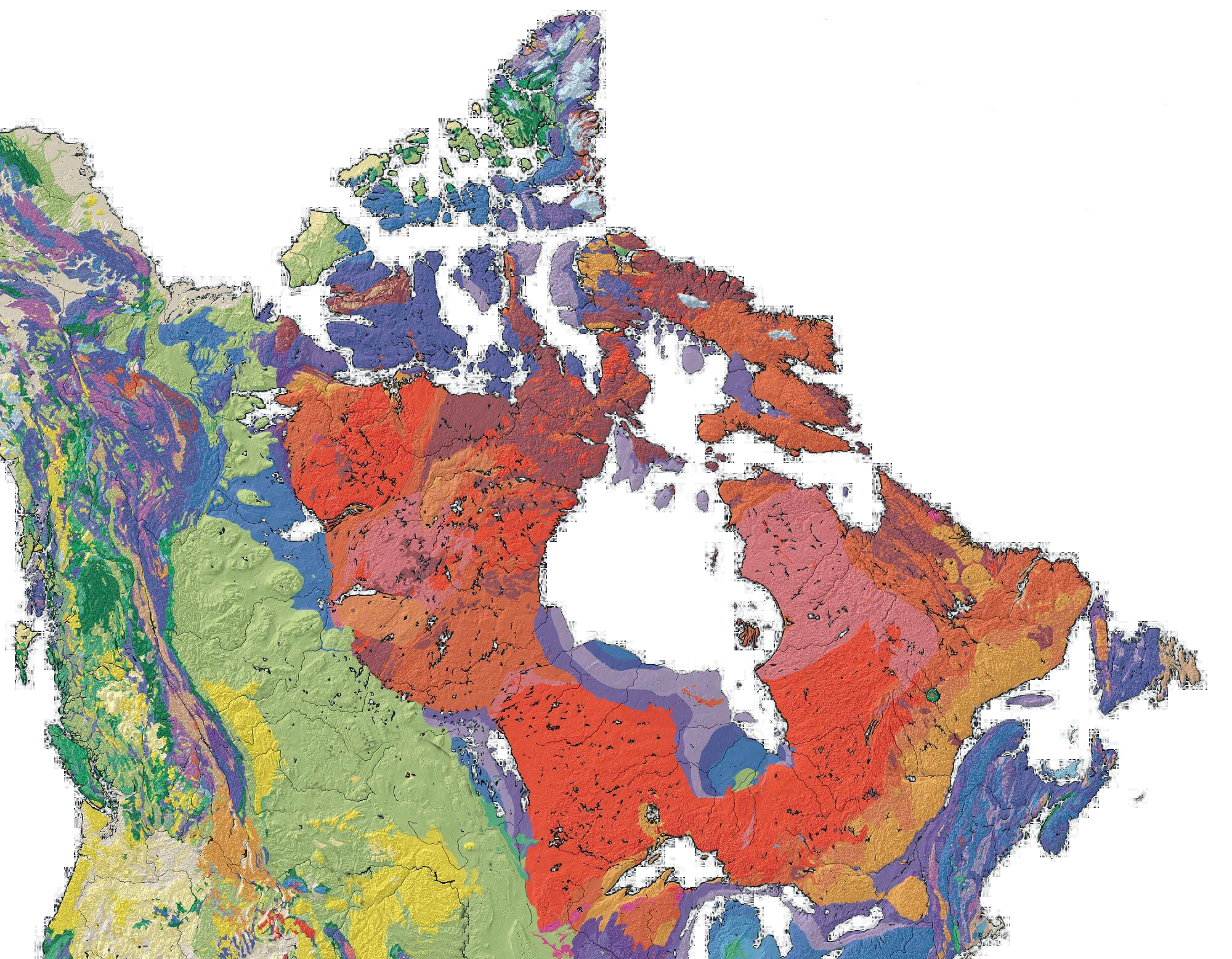
Kanada geológiája: A vörös és barna színekkel jelölt Kanadai-ősföld prekambriumi kőzetekből áll

A Kanadai-ősföld struktúrája archaikus és proterozoikus kristályos kőzetekből épül fel. A felszínre bukkanó kőzetek (Aufschluss / outcrop) alapján több archaikus magra (kratonra, azaz ősföldre) osztható fel, melyeket zöldkő-öv (Grünsteingürtel) választ el egymástól. Ezek közül a legnagyobbak és legjobb állapotban megmaradottak az Észak-amerikai-kraton keleten, a Superior-kraton a Hudson-öböl körül és a Slave-kraton északnyugaton. Az Egyesült Államok területéhez tartozó Wyoming-kratont nyugaton nem mindig sorolják a Kanadai-ősföld kratonjai (ősföldjei) közé. A Kanadai-ősföldből kerültek elő az eddig megtalált legidősebb földi kőzetek. A Slave-kraton nyugati részében az Acasta-gneisz 4030 mya, a Superior-kraton középső részének keleti részén a Nuvvuagittuq-zöldkő-öv (Nuvvuagittuq-Grünsteingürtel) akár 4300 mya kort is eléri. Mindkét kőzetcsoport a hadaikum idejéből származik. A Hudson-öböl körzetében az idős kőzeteket részben a mezozoikum fiatalabb rétegei fedik.

## Átformálódása a jégkorszakok idején
A jégpáncél előrenyomulása és későbbi olvadása a hatalmas területet átformálta és lágy hullámú dombok borította, közel sík területté alakította, melynek felületéből csak kevés domb és lecsiszolt hegygerinc emelkedik ki. Ezek között több ezer tó és gleccsertó képződött. A laza felső talajt a jég és az olvadékvíz déli irányba távozva vitte magával és a Nagy-tavak vidékén rakta le.
A hatalmas tömegű jégpáncél elolvadása után a terület egésze megemelkedett és a peremén kidudorodott az izosztázia következtében. Ez a jégkorszak utáni emelkedés új eróziós formákat alkotott és emiatt alakult ki a sok sellő és vízesés. Az ősföld nagy területei vannak elmocsarasodva.

## Klímája
A terület éghajlatát meghatározza a nyitottsága a hideg észak felé és a sarkkör körzetében való fekvése. Az éghajlata ezáltal kontinentális, északi részén sarkvidéki. A telek nagyon hidegek és hosszúak, a nyarak hűvösek. A −2 fokos izotermától északra kezdődik a permafroszt. Ez a felszín már nem engedi át a vizet, így nyáron a felszíni víz összegyűlve mocsarakat képez, ami ideális szaporodási helyként szolgál a szúnyogok számára.

## Növényzete
A növényzete a Nagy-Medve-tótól, a Nagy-Rabszolga-tótól, az Atabaszk-tótól és a Hudson-öböltől északra a tundra éghajlatának megfelelő. Ettől délre 1000-1400 km széles sávban a tajga éghajlatára jellemző tűlevelű erdők borítják. A Kanadai-ősföld déli peremén a növényzet vegyes erdőkbe hajlik át, melyek Sziklás-hegység és a Nagy-tavak közti termékeny talajon telepedtek meg. Ezeket az erdőket több helyen kivágták, hogy a területet mezőgazdasági művelésre hasznosítsák. A Kanadai-ősföld több biomra is kiterjed, ezek közül a legnagyobb a boreális bioformáció (Borealer Schild).

## Fordítás
- Ez a szócikk részben vagy egészben  a   Kanadischer Schild című német Wikipédia-szócikk ezen változatának fordításán alapul.  Az eredeti cikk szerkesztőit annak laptörténete sorolja fel. Ez a jelzés csupán a megfogalmazás eredetét és a szerzői jogokat jelzi, nem szolgál a cikkben szereplő információk forrásmegjelöléseként.